# 2019年コロナウイルス感染症に関連する人物・事項索引
2019年コロナウイルス感染症に関連する人物・事項索引（2019ねんコロナウイルスかんせんしょうにかんれんするじんぶつ じこうさくいん）では、新型コロナウイルス感染症（COVID-19）の世界的流行に関連する人物や事項についての索引を記載する。

## 名称
2020年1月上旬、謎のウイルスが発生したが、それによる肺炎症例の原因が不明であり、病因の特定や追跡調査などの予備調査が進められていたため、武漢市衛生健康委員会は「原因不明の肺炎」と呼んでいた。1月13日、中華人民共和国国家衛生健康委員会がこのウイルスが原因の疾患を、「新型コロナウイルス感染に伴う肺炎」（新型冠状病毒感染的肺炎）と言及した。
世界保健機関 (WHO) は1月13日、このウイルスを「2019-nCoV」（英語: 2019 novel coronavirus、中国語: 2019新型冠状病毒、日本語訳: 2019新型コロナウイルス）と仮称するよう求めた。このウイルスが原因となる疾病は、1月30日に「2019-nCoV急性呼吸器疾患」（英語: 2019-nCoV acute respiratory disease、中国語: 2019-nCoV急性呼吸疾病）と暫定的に呼称された。そして2月11日には、疾患名はWHOにより「COVID-19」（英語: coronavirus disease 2019、中国語: 2019冠状病毒病、日本語訳: 2019コロナウイルス疾患）、ウイルスの名称は国際ウイルス分類委員会 (ICTV) により「SARS-CoV-2」（英語: severe acute respiratory syndrome coronavirus 2、中国語: 严重急性呼吸系统综合征冠状病毒2、日本語訳: 重症急性呼吸器症候群 (SARS) コロナウイルス2）とそれぞれ正式に命名された。
中国本土では2月7日、中国の国家衛生委員会から通達が出され、翌日午後には、中国国務院が共同予防・制御機構会議を開催し、感染症による肺炎が暫定的に「新型コロナウイルス肺炎」（新型冠状病毒肺炎、Novel Coronavirus Pneumonia）とする名称に決定したことを発表した。2月21日、国家衛生委員会はWHOに合わせ、英語の名称を「COVID-19」に修正する通知を出したが、中国語での名称は変更されていない。
その他の地域では、1月8日に香港特別行政区政府衛生署が、「重度の新型感染症呼吸器疾患」（嚴重新型傳染性病原體呼吸系統病、Severe Respiratory Disease associated with a Novel Infectious Agent）とした。衛生署は2月上旬時点のプレスリリースで「新型コロナウイルス感染」（新型冠狀病毒感染）とし、後に「2019コロナウイルス病」（2019冠狀病毒病）としている。また、マカオ特別行政区政府も1月下旬時点で「新型コロナウイルス感染」（新型冠狀病毒感染）としている。
一方、中華民国衛生福利部疾病管制署は1月15日、これを「重症の特殊感染性肺炎」（嚴重特殊傳染性肺炎、Severe Pneumonia with Novel Pathogens）、または略して「武漢肺炎」と呼んでいる。2月11日、中華民国衛生福利部中央伝染病指令センターの監視対応官であり、疾病管制署副署長を務める荘人祥は、「2019-nCoV」は発生当初、WHOがウイルスに付けた暫定的な名称であると述べた。なお、現在では前述のとおりウイルス名「SARS-CoV-2」および疾患名「COVID-19」が国際的な正式名称となっている。
日本の内閣官房及び厚生労働省は1月28日、このウイルスによる感染症名を「新型コロナウイルス感染症」と命名し、これを法律上の正式名称とした。

## 関連人物
- 注: このセクションにおいて、Xは2019新型コロナウイルスに感染したと診断されたことを表す。黒の四角は、この一連の期間中に2019新型コロナウイルスで死去したことを表す。ピンクの四角は、この一連の期間中に他の原因で死去したことを表す。取り消し線は、この一連の期間中に当該公職者が免職、解職、または停職されたことを表す。

### 国際機関
- テドロス・アダノム（世界保健機関・第8代事務局長）
- ブルース・エイルワード（英語版）（世界保健機関事務局長補佐・専門家グループ長）
- マイケル・J・ライアン（英語版）（世界保健機関緊急医療プログラム主任）
- マリア・ヴァン・ケルコフ（英語版）（専門家グループ技術指導）

### 中国

#### 医師 / 学者
- 鍾南山
- 李蘭娟
- 高福
- 曽光
- 張文宏
- 王延軼（中国語版）
- 石正麗
- 王広発（中国語版）X
- 張定宇（中国語版）
- 童朝暉（中国語版）
- 張継先（中国語版）
- 陳薇
- 王辰
- 陳煥春（中国語版）
- 曹彬（中国語版）
- 詹慶元（中国語版）
- 艾芬（中国語版）（ウイルス流行の警告を発した人物）
- 劉文（中国語版）（ウイルスの告発を行った人物の1人）
- 謝琳卡（中国語版）（ウイルスの告発を行った人物の1人）
- 紅淩（中国語版）
- 段正澄
- 梁武東（中国語版）
- 李文亮（ウイルスの告発を行った人物の1人）
- 徐輝（中国語版）
- 袁洋洋（中国語版）
- 毛様洪（中国語版）
- 肖俊（中国語版）
- 林正斌（中国語版）
- 許徳甫（中国語版）
- 柳帆（中国語版）
- 劉智明
- 彭銀華（中国語版）
- 黄文軍（中国語版）
- 夏思思（中国語版）
- 江学慶（中国語版）
- 梅仲明（中国語版）
- 朱和平（中国語版）

#### 公務員
中央政府
- 李克強（中国共産党中央政治局常務委員、国務院総理（首相）、新型コロナウイルス感染症肺炎対応に関する中央指導グループ（中国語版）長）
- 孫春蘭（中国共産党中央政治局委員、国務院副総理（副首相）、中央作業指導グループ長）
- 馬暁偉

湖北省地方政府
- 陳一新（中国語版）（2019年コロナウイルス感染症による肺炎への対応に関する中央指導グループ 副運営グループ長）
- 蔣超良 → 応勇（中国共産党湖北省委員会書記）
- 王暁東（中国共産党湖北省委員会副書記）
- 馬国強 → 王忠林
- 周先旺（武漢市人民政府市長）
- 劉英姿/張晋 → 王賀勝（中国語版）（湖北省衛生委員会党グループ書記）
- 唐志紅（中国語版）（湖北省黄岡市衛生健康委員会主任）
- 王時文（中国語版） → 万福堯（湖北省鄂州市衛生健康委員会主任）
- 王献良（中国語版）
- 楊暁波（中国語版）

その他の地方政府
- 張輝（中国語版）
- 尹弘
- 李鴻忠
- 張国清

### 香港
- 林鄭月娥（第4代香港特別行政区行政長官）
- 張建宗（第8代香港特別行政区政務司司長）
- 陳肇始（中国語版）
- 袁国勇（中国語版）
- 梁卓偉（中国語版）
- 何柏良（中国語版）
- 許樹昌（中国語版）
- 管軼（学者）
- 李国麟（中国語版）
- 香港火鍋家族（中国語版）X

### マカオ
- 賀一誠（マカオ特別行政区行政長官）
- 欧陽瑜（中国語版）（マカオ社会文化局（中国語版）局長）

### 台湾
- 陳建仁（公衆衛生学者、2020年5月まで中華民国副総統）
- 頼清徳（公衆衛生学者、2020年5月より中華民国副総統）
- 蘇貞昌（行政院長）
- 陳其邁（公衆衛生学者、2020年6月まで行政院副院長）
- 陳時中（医師、衛生福利部部長、中央流行疫情指揮中心（CECC）指揮官）
- 石崇良（中国語版）（衛生福利部常務次長、CECC医療応変組副組長）
- 荘銀清（英語版）（疫学者、衛生福利部疾病管制署（CDC）副署長）
- 梁賡義（中国語版）（生物学者、国家衛生研究院院長）
- 蘇益仁（英語版）（国家衛生研究院・感染症およびワクチン研究部門）
- 張上淳（中国語版、英語版）（国立台湾大学副校長、台大医院感染科医師、CECC招集専門家）
- 荘人祥（中国語版）（公衆衛生学者、CDC副署長、CECC社区防疫組組長）
- 羅一鈞（感染症学者、CDC副署長、CECC医療応変組副組長）
- 王必勝（呼吸器内科医、CECC医療応変組副組長）
- 唐鳳（エンジニア、行政院政務委員）
- 沈栄津（エンジニア、経済部部長、2020年6月より行政院副院長。短期間で国内でのマスク増産を主導）
- 杜奕瑾（台湾AIラボ創設者。行政院と連携しコロナ関連のアプリやX線画像診断システムを開発）

### シンガポール
- ガン・キムヨン（保健省大臣）
- チャン・チュンシン（英語版）（貿易産業省大臣、マスクや買い占めに関する発言を巡り物議を醸す）

### マレーシア
- ノール・ヒシャム・アブドラ（マレー語版）（保健省（マレー語版）事務次官）
- ダークフライ・アーマッド（マレー語版） → アダム・ババ（マレー語版）（保健大臣）
- リー・ブーン・チー（マレー語版） → ノール・アズミ・ガザーリ（マレー語版）/アーロン・アゴ・ダガン（マレー語版）（保健副大臣）
- ワン・アジサ（国家災害対策機関）

### タイ
- アヌティン・チャーンウィーラクーン

### カンボジア
- フン・セン（カンボジア首相）

### 日本
- 安倍晋三（第98代内閣総理大臣、特措法の改正、緊急事態宣言の発出）
- 菅義偉（第99代内閣総理大臣、RNAワクチンの導入と接種の推進）
- 加藤勝信（第22代厚生労働大臣、最初期の対応、武漢チャーター便、ダイヤモンド・プリンセス号の対応）
- 田村憲久（第23代厚生労働大臣、RNAワクチンの導入）
- 西村康稔（新型コロナ対策担当大臣、特措法の改正）
- 鈴木直道（第19代北海道知事、北海道における緊急事態の宣言）
- 小池百合子（第20代東京都知事、記者会見における三密標語の普及への貢献）
- 尾身茂（分科会会長）
- 脇田隆字（専門家会議議長、国立感染症研究所所長）
- 押谷仁（東北大学教授、クラスター対策を主導）
- 西浦博（京都大学教授、疫学計算を主導）
- 鈴木基（国立感染症研究所感染症疫学センター長）
- 岡部信彦（内閣官房参与）
- 吉住健一（東京都新宿区長、繁華街飲食店対策）
- 手塚マキ（東京都新宿区歌舞伎町経営者、繁華街飲食店対策）
- 忽那賢志（国立国際医療研究センター感染症専門医、Yahoo Japanで多数のアウトリーチ）
- 志村けん（流行初期に亡くなった大物コメディアン）
- 森下竜一（大阪大学教授、アンジェス社創業者、AMEDのワクチン開発経費100億円受理）
- 平塚正幸（反ワクチン活動）

### 韓国
- 丁世均（韓国国務総理）
- 李萬煕（新天地イエス教証しの幕屋聖殿創設者、この教会で超大型のウイルス伝染事件が発生した）
- 全光焄（韓国キリスト教評議会代表、ウイルスの流行中に大統領へのデモ行進を連日行い 物議を醸す）
- 李且寿（朝鮮語版）

### 北朝鮮
- 金与正（朝鮮労働党中央委員会政治局委員候補）
- 呉春福 →崔京哲（保健相）

### イラン
- サイード・ナマキ（ペルシア語版）（政治家、薬剤師）
- イラジ・ハリチ（ペルシア語版）X（保健副大臣）
- アフマド・アミラバディ（ペルシア語版）
- マソウム・エブテカール（ペルシア語版）X（副大統領、女性と家事を担当）
- マフマド・サデギ（ペルシア語版）X（イラン議会議員）
- モジタバ・ゾンノール（ペルシア語版）X（イラン議会議員）
- モスタファ・プルモハンマディ（ペルシア語版）X
- ムハンマド・ムハンマド・サーディク・アッ＝サドル（ペルシア語版）X（公益判別会議会員）
- イスメル・ナジェル（ペルシア語版）X
- エシャク・ジャハンギリ（ペルシア語版）X（第一副大統領）
- レザ・ラフマーニー（ペルシア語版）X（産業大臣）
- アリー・アスガル・モネサン（ペルシア語版）X（文化遺産工芸観光大臣）
- ホセイン・シェイコレスラム（ペルシア語版）
- ハディ・コスロシャヒ（ペルシア語版）
- ムハンマド・ミルモハンマディ（ペルシア語版）（公益判別会議会員）
- ファティマ・ラーバー（ペルシア語版）（イラン議会議員）
- ムハンマド＝レザ・ラーシャマーニー（ペルシア語版）（前イラン議会議員）

### アメリカ合衆国
- マイク・ペンス（副大統領、全国の疫病流行への対策を担当）
- アンソニー・ファウチ（学者）
- アレックス・アザール（保健福祉長官）
- トム・ハンクスX（俳優）
- ロバート・R・レッドフィールド（英語版）
- フランシス・X・スアレズ（英語版）X

### イタリア
- ジュゼッペ・コンテ（閣僚評議会議長）
- アンジェロ・ボレッリ（イタリア語版）
- ロベルト・スペランツァ（イタリア語版）
- ニコラ・ジンガレッティ（イタリア語版）X（ラツィオ州知事）
- アルベルト・チリオ（イタリア語版）X（ピエモンテ州知事）
- サルヴァトーレ・ファリーナ（イタリア語版）X（陸軍参謀長）
- パトリツィア・バルビエリ（イタリア語版）X
- イタロ・デ・ザン（イタリア語版）
- ロベルト・ステラ（ロシア語版）
- ジョバンニ・バティスタ・ラビノ（イタリア語版）

### フランス
- アニエス・ビュザン（フランス語版）
- オリビエ・ベラン（フランス語版）
- ジャン＝リュック・ライツァー（フランス語版）X（国民議会議員）
- マーク・メザール（フランス語版）X
- フランク・リエステル（フランス語版）X（文化省大臣）
- オーギュスタン・ド・ロマネ（フランス語版）X
- シルヴィ・トルモント（フランス語版）X
- ミシェル・ビクトリー（フランス語版）X
- エリザベス・テュット＝ピカード（フランス語版）X
- ギヨーム・ヴィリッテ（フランス語版）X
- クリスチャン・エストロジX（ニース市長）
- リュック・モンタニエ - ウイルス学者。新型コロナウイルは人工的に作られ、変異株の発生はワクチンが原因などの誤った説を唱え、反ワクチン派の間で大きな人気を集めた[28][29][30][31][32]。

### ドイツ
- ホルスト・ゼーホーファー（内務大臣）
- イェンス・シュパーン（ドイツ語版）

### オーストラリア
- ブレット・ディーンX
- リタ・ウィルソンX

### ブラジル
- ジャイール・ボルソナーロ（大統領）X

### スウェーデン
- アンデシュ・テグネル（スウェーデン国家疫学者）

### ホンジュラス
- フアン・オルランド・エルナンデスX（大統領）

### カザフスタン
- ヌルスルタン・ナザルバエフX（元大統領）

### ボリビア
- ヘアニネ・アニェスX（暫定大統領）

### ベネズエラ
- ディオスダド・カベジョ（スペイン語版）X（制憲会議議長）

### その他
- 余祝生（中国語版）（華南海鮮卸売市場経営者）
- パティ・ハイデュ（英語版）
- ズウェリ・ムキゼ（英語版）
- ニール・ファーガソン
- ステラ・キリヤキデス（ギリシア語版）

### その他の著名な感染者
- トーマス・カーレンベルグX
- ペーター・マドセンX
- 朱宝玉（中国語版）X
- ハビエル・オルテガ・スミス（スペイン語版）X
- エヴァンジェロス・マリナキス（ギリシア語版）X
- ヤロスワフ・ミカ（ポーランド語版）X
- ナディン・ドリーズ（英語版）X
- ソフィー・グレゴワールX
- カール・ハプスブルク＝ロートリンゲンX
- 武磊X

## 関連機関

### 国際機関
- 世界保健機関
- 疫病対策革新連合（英語版）

### 中華人民共和国

#### 中央疫病対策部署
- 中国共産党中央政治局常務委員会
  - 新型コロナウイルス感染症肺炎対応に関する中央指導グループ（中国語版）
- 中華人民共和国国務院
  - 国務院新型コロナウイルス肺炎疫病対策共同予防管理機構（中国語版）
  - 中華人民共和国国家衛生健康委員会

#### 地方疫病対策部署
- 新型コロナウイルス感染症肺炎疫病感染防止指令部（中国語版）
- 各地の衛生健康委員会
  - 湖北省衛生健康委員会（中国語版）
  - 武漢市衛生健康委員会（中国語版）

#### 方艙医院[33]
- 洪山体育館（中国語版）
- 武漢客間（中国語版）
- 武漢国際コンベンションセンター（中国語版）
- 塔子湖全国民健康センター（中国語版）

#### 集中治療病院

##### 臨時専門病院
- 火神山医院
- 雷神山医院
- 江漢大学（中国語版）臨時診療所
- 武漢商学院（中国語版）臨時診療所
- 武漢軟件工程職業学院（中国語版）臨時診療所
- 武漢城市職業学院（中国語版）臨時診療所
- 上海市公共衛生臨床中心（中国語版）応急処置臨時診療所

##### 定点治療病院

###### 湖北省
武漢市
- 武漢市金銀潭医院（中国語版）
- 武漢市肺科医院（中国語版）
- 武漢市漢口医院（中国語版）
- 武漢市武昌医院（中国語版）
- 武漢市第五医院（中国語版）
- 武漢市第七医院（中国語版）
- 武漢市第九医院（中国語版）
- 武漢市紅十字会医院（中国語版）
- 武漢市第四医院（中国語版）（西院区）
- 武鋼二医院（中国語版）
- 武漢市中心医院（後湖院区）
- 武漢市第三医院（中国語版）（光谷院区）
- 武漢同済医院（中国語版）（中法新城院区）
- 武漢協和医院（中国語版）（西院区）
- 武漢大学人民医院（中国語版）（東院区）
- 湖北省中西医結合医院（中国語版）
- 武漢科技大学天佑医院（中国語版）
- 武漢市第六医院（中国語版）
- 武漢市中医医院（中国語版）（漢陽院区）
- 湖北六七二中西医結合骨科医院（中国語版）
- 黄陂区中医医院（中国語版）
- 江夏区中医医院（中国語版）
- 新洲区中医医院（中国語版）
- 武漢紫荊医院（中国語版）
- 漢南区中医医院（中国語版）
- 蔡甸区婦幼保健院（中国語版）
- 中国人民解放軍中部戦区総医院（中国語版）
- 武漢児童医院（中国語版）（小児科）
- 武漢同済医院（中国語版）（光谷院区）

その他の都市
- 鄂州市雷山医院（中国語版）[35]
- 荊州市集中医学隔離観察点（中国語版）
- 孝感市第一人民医院（中国語版）検疫区
- 荊門市掇刀区人民医院（中国語版）発熱外来診察所
- 襄陽市中心医院（中国語版）東津院区
- 黄石市中医医院（中国語版）団城山院区
- 黄石有色医院（中国語版）
- 大別山区域医療中心
- 十堰市第二救治医院（中国語版）
- 黄岡市婦幼保健院（中国語版）新院区
- 黄岡市伝染病医院（中国語版）

###### その他の省と市街地区
- 北京市：小湯山SARS医院復旧工事
- 天津市：天津市海河医院（中国語版）、天津医科大学総医院空港医院（中国語版）、天津市津南医院（中国語版）、天津海浜人民医院（中国語版）
- 上海市：上海市公共衛生臨床中心（中国語版）
- 福建省：莆田学院附属医院（中国語版）増築部分
- 河南省：鄭州市第十五人民医院（中国語版）増築部分、鄭州市第一人民医院港区医院（中国語版）増築部分
- 江蘇省：南京市公共衛生医療中心（中国語版）
- 遼寧省：瀋陽市第六人民医院（中国語版）
- 浙江省：温州医科大学附属第二医院（中国語版）甌江口院区
- 湖南省：長沙市公共救治中心（中国語版）
- 黒龍江省：黒竜江中医薬大学附属第二医院（中国語版）哈南院区
- 陝西省：西安市公共衛生中心（中国語版）
- 広西チワン族自治区：広西チワン族自治区人民医院邕武医院（中国語版）
- 貴州省：貴陽市公共衛生救治中心（中国語版）大水溝院区
- 広東省：深圳市第三人民医院（中国語版）第二工事、広州市第八人民医院（中国語版）
- 吉林省：長春市伝染病医院（中国語版）、吉林大学第一医院（中国語版）（全ての省の重症患者を治療）、吉林省結核病医院（中国語版）（吉林省での感染症病院を追加）改築部分、建設中の病院である「長春市残疾人康復中心（中国語版）」は 新型コロナウイルス感染症肺炎患者の治療待機病院となる「長春市新冠肺炎治療中心」として開設されたものであり 1期に300床の定員を有する。

#### 科学研究機関
- 中国疾病預防控制中心
- 中国科学院武漢ウイルス研究所
- 中国科学院上海薬物研究所（中国語版）
- 国家中医薬管理局

#### 慈善団体
- 中国紅十字会（湖北省紅十字会（中国語版）、武漢市紅十字会（中国語版））
- 中華慈善総会（中国語版）（湖北省慈善総会（中国語版））
- 韓紅愛心慈善基金会

### 香港
- 衛生署衛生防護中心（中国語版）
- 瑪嘉烈医院（中国語版）

### マカオ
- マカオ特別行政区政府衛生局（中国語版）
- 新型コロナウイルス感染応変協調中心（中国語版）
- 仁伯爵綜合医院（中国語版）

### 台湾
- 衛生福利部
  - 国家衛生指揮中心
    - 中央流行疫情指揮中心（対策センター）

  - 疾病管制署（台湾CDC）

### 日本
- 厚生労働省
- 内閣官房
- 国立感染症研究所
- 地方衛生研究所
- 日本感染症学会
- 日本環境感染学会
- 日本疫学会
- 日本公衆衛生学会
- 日本ウイルス学会
- 日本臨床微生物学会
- 日本臨床衛生検査技師会
- 新型コロナウイルス感染症対策本部
- 新型コロナウイルス感染症対策専門家会議
- 帰国者・接触者相談センター
- 国際感染症センター
- WHO神戸センター
- 済生会有田病院

### 韓国
- 中央防疫対策本部
- 疾病管理本部

### 北朝鮮
- 中央応急防疫指揮部
- 保健省（朝鮮語版）
- 平壌医科大学

### タイ
- 保健省
  - 疾病対策部（タイ語版）

### マレーシア
- 保健省（マレー語版）
- 危機準備・対応センター（マレー語版）
- スンガイ・ブロー病院（マレー語版）

### シンガポール
- 保健省
- 国立感染症センター（英語版）

### インド
- 国立疾病管理センター
- 国立ウイルス研究所（英語版）

### スリランカ
- 保健省（英語版）

### イスラエル
- シェバ医療センター（ヘブライ語版）

### 欧州連合
- 欧州疾病予防管理センター

### ドイツ
- ロベルト・コッホ研究所

### イタリア
- 国立衛生研究所（イタリア語版）
- 保健省（イタリア語版）
- 市民保護局

### オランダ
- 国立公衆衛生環境研究所（オランダ語版）
- 学術医療センター（オランダ語版）
- エラスムス医療センター（オランダ語版）

### ポーランド
- 保健省
- 国立公衆衛生研究所-国立衛生研究所（ポーランド語版）

### イギリス
- 国民保険サービス

### アメリカ合衆国
- ホワイトハウス新型コロナウイルス対策タスクフォース（英語版）
- 保健福祉省
- 疾病予防管理センター
- 国立予防接種・呼吸器疾患センター（英語版）
- 国立衛生研究所 (NIH)
- 国立アレルギー・感染症研究所 (NIAID)

### カナダ
- 公衆衛生庁（英語版）
- 国立微生物研究所（英語版）

## 関連動物と架空キャラクター
- 宝貝（中国語版）
- コロナちゃん